# Cowboy Artists of America
Cowboy Artists of America (CA bzw. CAA) ist eine 1965 gegründete nordamerikanische Vereinigung von ausgewählten Künstlern mit Schwerpunkt Wilder Westen. Die Künstlervereinigung ist bekannt durch ihre Jahresausstellungen und verfügt über ein eigenes Museum.

## Geschichte
Die Idee zur Gründung der Vereinigung entstand bereits im November 1964 bei einem Treffen der Western-Maler Charlie Dye, John Hampton und Joe Beeler im mexikanischen Bundesstaat Sonora. Erste Gründungsgespräche fanden am 23. Juni 1965 in der Oak Creek Tavern in Sedona, Arizona, statt. Das Lokal trägt heute den Namen Cowboy Club. Neben, Dye und Hampton waren auch George Phippen und der Wild-West-Schriftsteller Robert MacLeod zugegen. Fred Harman, bekannt auch unter dem Pseudonym Ted Horn und durch seine Comicfigur „Red Ryder“, konnte der Einladung nicht nachkommen, gehörte aber zu den Gründungsmitgliedern. Die Gründungsversammlung selbst fand wenige Tage später in Dyes Atelier, ebenfalls in Sedona, statt.
Die erste Jahresausstellung wurde am 9. September 1966 in der National Cowboy Hall of Fame in Oklahoma City veranstaltet. Hier wurden auch Arbeiten des im Frühjahr verstorbenen Phippen gezeigt. Ebenfalls vertreten waren Darol Dickinson, Wayne Hunt, Harvey Johnson, John Kittelson, George Marks, Irvin „Shorty“ Shope, Gordon Snidow, Grant Speed und Byron Wolfe. 1970 hatte die Gruppe um die 30 Mitglieder aufgenommen. Ab 1973 war das Phoenix Art Museum in Phoenix Austragungsort. Im April 2011 lehnte der Museumsleiter James Ballinger eine weitere Austragung im Phoenix Art Museum ab und kritisierte, dass sich der Stil der Arbeiten durch die Neuaufnahme von Mitgliedern verändert habe. In Folge wurde wieder im National Cowboy & Western Heritage Museum in Oklahoma City ausgestellt. Austragungsort der Jahresausstellung anlässlich des 50-jährigen Bestehens war das im Januar 2015 neu eröffnete Western Spirit: Scottsdale’s Museum of the West in Scottsdale.
Vorsitzende der CA waren bislang Tom Ryan, Gordon Snidow, William Moyers, Grant Speed, James Boren, Fred Fellows, James Reynolds, Harvey W. Johnson, Bill Owen, Howard Terpning, Gary Carter und Gary Niblett.